# ذاكرة ترميمية

الذاكرة الترميمية، هي نظرية متمحورة حول مفهوم التذكر، إذ تفترض أن فعل التذكر معرض للتأثر بالعديد من العمليات المعرفية الأخرى كالإدراك والخيال والذاكرة الدلالية والمعتقدات مثلًا إلى جانب العديد من الأمور الأخرى. ينظر الأشخاص إلى ذكرياتهم بوصفها سرد مترابط وحقيقي للذاكرة العرضية، إذ يعتقدون أن منظورهم لا يشوبه خطأ خلال عملية التذكر. وفي المقابل، تخضع العملية الترميمية المتعلقة بالتذكر لنوع من التشويه الناجم عن الوظائف المعرفية الأخرى المتداخلة فيما بينها، مثل التصورات الفردية والتأثيرات الاجتماعية والمعرفة العالمية، التي من شأنها أن تسفر عن وقوع أخطاء خلال عملية الترميم.

## العملية الترميمية
لا تعتمد الذاكرة على السرد الحرفي للتجارب السابقة إلا فيما ندر. يبين استخدام العمليات المعرفية المترابطة المتعددة أنه لا وجود لمكان واحد مسؤول عن تخزين مسار ذكرى معينة لتجربة ما ضمن الدماغ. بدلًا من ذلك، تعتمد الذاكرة على عمليات بناءة أثناء التشفير، الأمر الذي قد يسفر عن وقوع أخطاء أو تشوهات. تحدث العمليات البناءة للذاكرة أساسًا من خلال ترميز أنماط الخصائص الفيزيائية المُدركة، فضلًا عن الوظائف المفاهيمية التفسيرية والدلالية التي تستجيب للمعلومات الواردة.
وبذلك، ينبغي جمع السمات المختلفة لتجربة ما بغية تشكيل تمثيل مترابط للواقعة. تقع الأخطاء في الذاكرة في حال فشل عملية الربط هذه. ينطوي تعقيد عملية ترميم بعض الوقائع على الكثير من المتطلبات، ويمكن أن يؤدي إلى حدوث تذكر غير صحيح أو غير كامل أيضًا. يترك هذا التعقيد بعض الأفراد عرضةً لظواهر متعددة مثل تأثير المعلومات الخاطئة على الذكريات اللاحقة. يستخدم الأفراد جوانب أخرى من المعارف والمخططات الشخصية المتاحة من خلال العمليات الترميمية لردم الفجوات الموجودة في الذاكرة العرضية، وذلك بغية الحصول على نسخة أكمل وأكثر ترابطًا حتى وإن كانت مشوهة.
قد تقع العديد من الأخطاء عند محاولة استرداد وقائع معينة. أولًا، قد تكون إشارات الاسترداد المُستخدمة في بدء البحث عن واقعة معينة مشابهةً للذكريات التجريبية الأخرى إلى حد كبير، وبذلك قد تفشل عملية الاسترداد إن لم يستطع الفرد تكوين وصف محدد للخصائص الفريدة للذكرى المعينة التي يرغب في استردادها. قد لا يتواجد سوى القليل من المعلومات المميزة المتاحة حول واقعة معينة، وبالتالي سيزداد التداخل عبر الوقائع المتعددة، الأمر الذي من شأنه أن يجعل الفرد قادرًا على تذكر أوجه التشابه العامة المشتركة بين هذه الذكريات وحسب. ولذلك، قد يفشل الاسترداد السليم للذكرى المستهدفة المرغوبة بسبب تداخل الذكريات غير المستهدفة، التي تُنشّط بسبب أوجه التشابه بينها وبين الذكرى المستهدفة.
ثانيًا، تنجم العديد من الأخطاء التي تقع أثناء عملية الترميم عن الأخطاء في عمليتي وضع المعايير واتخاذ القرارات، أي العمليتان المُستخدمتان في توجيه الانتباه نحو استرداد ذكرى مُستهدفة معينة. يميل الفرد عند تعرضه لثغرات أثناء استدعاء جوانب معينة من الذاكرة العرضية إلى ملء هذه الثغرات بجوانب معرفية أخرى لا تمت للحدث الفعلي بصلة، وذلك من أجل تحقيق ترميم أكثر تماسكًا وشموليةً للذاكرة، بصرف النظر عما إن كان الفرد على علم بهذه العملية التكميلية أم لا. تُعرف هذه العملية باسم التخريف. تعتمد جميع العمليات التكميلية أثناء الترميم على استخدام المخططات وشبكات المعلومات التي تنظم المعرفة المجردة في الدماغ وتخزنها.